# فرانكو نيكولا
فرانكو نيكولا (بالإسبانية: Franco Nicola)‏ هو لاعب هوكي الحقل أرجنتيني، ولد في 14 يونيو 1966.

## وصلات خارجية
- فرانكو نيكولا على موقع أوليمبيديا (الإنجليزية)